# كين تالبوت
كين تالبوت (بالإنجليزية: Ken Talbot)‏ هو مسير أعمال أسترالي، ولد في 26 أغسطس 1950 في بريزبان في أستراليا، وتوفي في 19 يونيو 2010 في جمهورية الكونغو.